# Кубок Микки Мауса
Кубок Микки Мауса (англ. Mickey Mouse Cup) — презрительное выражение, используемое преимущественно в английском футболе для описания маловажного и непрестижного футбольного трофея, который завоёвывает какая-либо команда. Выражение может носить как уничижительный и даже оскорбительный оттенок, так и шутливую окраску.

## Значение термина

### Маловажный трофей
Впервые подобный термин прозвучал из уст болельщиков «Ливерпуля» в отношении их принципиальнейшего противника — «Эвертона». В 1977 году «Эвертон» вышел в финал Кубка футбольной лиги, что вызвало насмешки у ливерпульцев, которые уже собрали к тому моменту «европейский требл» и тем самым принижали достижения «Эвертона». Таким термином иногда назывались и международные клубные соревнования, например, Суперкубок УЕФА. Вместе с тем происхождение термина остаётся малопонятным.
И в настоящее время Кубок английской лиги зачастую называется «кубком Микки Мауса»: о нём так презрительно отзываются почти все футбольные клубы Английской Премьер-лиги. Причиной тому служит часто тот факт, что соревнования типа Кубка лиги официально контролируются Футбольной ассоциацией Англии, но слабые команды выставляют там основной состав, а сильные клубы отправляют резервный состав и тем самым снижают престиж соревнования. Плюс такой политики клубов может быть в предоставлении шанса игрокам молодёжного состава или полноценным игрокам, не попадающим часто в основной состав команды.

### Реальное наименование
В 2010 году был учреждён футбольный турнир Walt Disney World Pro Soccer Classic, который проводится между командами MLS накануне старта сезона. Чаще всего его называют полуофициально Mickey Mouse League.

### Употребление с оскорбительным оттенком
«Кубком Микки Мауса» иногда болельщики называют абсолютно любой трофей, который выигрывает их принципиальный противник: эмоции, которые приходят к фанатам, когда их команда терпит неудачу в борьбе за кубок и при этом трофей достаётся «заклятым врагам», иногда оказываются настолько сильными, что фанаты могут начать утверждать даже такое. Иногда это делается, чтобы попытаться поднять боевой дух своей команды или понизить его у противника.

### Не количество, а качество
Иногда употребляются термины «дубль Микки Мауса» (нем. Mickey Mouse Double) или «требл Микки Мауса» (англ. Mickey Mouse Treble), которыми охарактеризовывают группу малых трофеев, выигрываемых командой за сезон. Иногда говорят о «пластмассовом требле», подчёркивая его противоположность «золотому треблу»: в 2001 году болельщики «Манчестер Юнайтед» презрительно высказывались в таком тоне о выигрыше «Ливерпулем» Кубка лиги, Кубка Англии и Кубка УЕФА.

## Другое значение
«Судьёй — Микки Маусом» в футболе могут называть арбитра, который отсудил матч со скандалами, вынеся несколько спорных решений. Так, тренер команды «Ньюкасл Юнайтед» Джо Киннир отозвался в таком ключе об арбитре после одного из неудачных для своей команды матчей, сказав, что подобный арбитр вообще не выполнял свои обязанности на поле.